# Boeing C-97 Stratofreighter
Boeing C-97 Stratofreighter je bilo štirimotorno propelersko transportno letalo ameriškega proizvajalca Boeing. Zasnovan je na podlagi bombnika B-29. Prvič je poletel 9. novembra 1944, v uporabo je vstopil leta 1947. Zgradili so 77 C-97 in 811 KC-97 letečih tankerjev. Letalo se je uporabljalo tudi kot leteči komandni center.

## Specifikacije (C-97)
Podatki iz Boeing C-97 Stratofreighter
Splošne karakteristike
- Posadka: 4 (pilot, kopilot, navigator, inženir)
- Število sedežev: 

  - 134 vojakov[4] ali
  - 69 nosil ali
  - oprema za prečrpavanje goriva v zraku
- Dolžina: 110 ft 4 in (33,7 m)
- Razpon kril: 141 ft 3 in (43,1 m)
- Višina: 38 ft 3 in (11,7 m)
- Površina kril: 1734 ft² (161,1 m²)
- Teža praznega letala: 82500 lb (37410 kg)
- Naložena teža: 120000 lb (54420 kg)
- Uporaben tovor: 37500 lb (17010 kg)
- Maks. vzletna teža: 175000 lb (79370 kg)
- Pogon letala: 4 ×  radialni motor Pratt & Whitney R-4360B Wasp Major, 3500 KM (2610 kW) 28-valjni vsak

 Zmogljivost 
- Maks. hitrost: 375 mph (603 km/h)
- Potovalna hitrost: 260 vozlov (300 mph, 482 km/h)
- Doseg: 4949 nm (4300 mi, 6920 km)
- Največji doseg: 5000 nm (5760 mi, 9270 km)
- Višina leta: 35000 ft (10670 m)
- Obremenitev kril: 69,2 lb/ft² (337,8 kg/m²)
- Razmerje moč/teža: 0,117 KM/lb (192 W/kg)